# Querer creer, creer querer
Querer creer, creer querer es el cuarto álbum de la banda española Hora Zulú, lanzado en 2008.

## Historia
Con poco más de un año de diferencia del anterior disco El que la lleva la entiende, el cuarto álbum de Hora Zulú llega el 31 de marzo de 2008 producido, grabado y mezclado por David Martínez en M20 Estudios de Madrid. 
En la canción «Luego querrán» colabora Hate, de la banda de rap Violadores del Verso.

## Lista de canciones
| N.º     | Título                                                          | Duración |  |
| 1.      | «Creo»                                                          | 0:51     |  |
| 2.      | «Codo con codo»                                                 | 3:13     |  |
| 3.      | «Que me muera»                                                  | 4:11     |  |
| 4.      | «Toma y obliga»                                                 | 4:29     |  |
| 5.      | «En tu nada»                                                    | 3:54     |  |
| 6.      | «El alma y los pies»                                            | 2:56     |  |
| 7.      | «Con las trenzas de tu pelo»                                    | 3:11     |  |
| 8.      | «Suficiente moraleja»                                           | 2:33     |  |
| 9.      | «En tu cueva»                                                   | 4:13     |  |
| 10.     | «Creencias y querencias»                                        | 3:02     |  |
| 11.     | «Quiero»                                                        | 1:53     |  |
| 12.     | «Otro gallo cantaría»                                           | 3:18     |  |
| 13.     | «Luego querrán» (Colaboración de Hate, de Violadores del Verso) | 3:17     |  |
| 41 mins |                                                                 |          |  |

- Datos: Q6094495